# Altan Aksoy
Altan Aksoy (* 5. Februar 1976 in Rize) ist ein ehemaliger türkischer Fußballspieler.

## Vereinskarriere
Altan Aksoy begann seine Karriere in der Saison 1992/93 beim Zweitligisten Göztepe Izmir. Sein Debüt gab er am 2. Mai 1993 gegen Sakaryaspor. Aksoy wurde in der 70. Spielminute für Hakkı Öztabağ eingewechselt. In dieser Spielzeit kam es zu weiteren vier Einsätzen. Ab der Spielzeit 1993/94 gehörte er zu den Stammspielern bei Göztepe Izmir. Im Januar 1995 wechselte Aksoy überraschend zum Ligakonkurrenten İstanbulspor. Am Ende der Saison 1994/95 gelang es ihm mit Istanbulspor in die Süper Lig aufzusteigen. Mit dem Aufstieg in der Süper Lig gingen auch seine Einsätze zurück.
Nach Ende der Saison verließ Aksoy Istanbulspor und er unterschrieb beim Zweitligisten Adanaspor. Bereits in seiner ersten Saison für Adanaspor gehörte Aksoy zur Stammmannschaft, in 35 Spielen erzielte er als Mittelfeldspieler 15 Tore. Diese Leistung verbesserte er in der darauffolgenden Saison. In 33 Spielen machte er 22 Tore und war maßgeblich am Aufstieg von Adanaspor in die Süper Lig beteiligt. Es folgten drei Jahre in der Süper Lig. Am Ende der Saison 2000/01 stieg Adanaspor ab, Aksoy blieb dem Verein in der 2. Liga treu. Der Wiederaufstieg nach der Saison 2001/02 gelang und erneut war am Aufstieg Aksoy beteiligt. Er traf in 30 Spielen 19 Mal.
Seine konstant guten Leistungen für Adanaspor machte auf ihn aufmerksam. Zur Saison 2002/03 wechselte er zum amtierenden Pokalsieger Kocaelispor. Doch bei Kocaelispor lief es für den Mittelfeldspieler nicht optimal. Er kam zu 6 Ligapartien in der gesamten Saison. Am Ende der Spielzeit wurde sein Vertrag aufgelöst. Aksoy unterschrieb bei Konyaspor. Für Konyaspor spielte er wieder eine wichtige Rolle und kam in zwei Spielzeiten auf 51 Ligaeinsätze und acht Toren. Zur Saison 2005/06 wechselte er zum Traditionsklub Galatasaray Istanbul. Doch unter Trainer Eric Gerets gehörte er zu den Ergänzungsspielern. Nach nur einer halben Saison trennten sich die Wege zwischen Aksoy und Galatasaray. Çaykur Rizespor nahm ihn unter Vertrag. Er spielte bis zum Ende der Saison 2007/08 für seinen Heimatverein. Im Sommer 2008 unterschrieb Altan Aksoy beim Drittligisten Mersin İdman Yurdu und schaffte in derselben Saison den Aufstieg in 2. Liga.
Es folgten Transfers zu Eyüpspor und Giresunspor. Sein letztes Spiel machte Altan Aksoy am 10. Oktober 2010 gegen Tavşanlı Linyitspor.

## Nationalmannschaft
Altan Aksoy spielte sein erstes und auch einziges Länderspiel für die Türkei am 18. Februar 1998 gegen Israel.

## Erfolge
- Mit Istanbulspor:
  - Aufstieg in die Süper Lig 1995/96

- Mit Adanaspor:
  - Aufstieg in die Süper Lig 1997/98
  - Aufstieg in die Süper Lig 2001/02

- Mit Mersin Idman Yurdu
  - Aufstieg in die 2. Liga 2008/09